# Баб-аль-Азизия
Баб-аль-Азизия (араб. باب العزيزية‎, Bāb al 'Azīzīyah), что означает «Блестящие ворота», — военные казармы и огороженная территория вокруг них, расположенные в южном пригороде Триполи (столицы Ливии). Она была главной базой лидера Джамахирии полковника Муаммара Каддафи до вторжения туда сил НОА 23 августа 2011 года во время битвы за Триполи в ходе Ливийской гражданской войны 2011 года.
База площадью около 6 км² стратегически расположена на юге Триполи у северного выезда на шоссе Аэропорта, позволяя легко добраться до правительственных зданий и сооружений и обеспечивая прямой высокоскоростной доступ к Международному аэропорту Триполи.

## История

### Бомбардировка Ливии в 1986 году
Территория базы была главной целью бомбардировки Ливии Соединёнными Штатами 15 апреля 1986 года, санкционированной президентом США Рональдом Рейганом, в ответ на террористический акт на Берлинской дискотеке (1986), в котором погибло два американских военнослужащих и 29-летняя турецкая официантка Нермин Ханнай.  Соединённые Штаты Америки обвинили Правительство Ливии в организации данного теракта.
Министерство иностранных дел Ливии назвало теракт героической акцией.

## Памятники
Кулак, ломающий истребитель — скульптура, установленная в городе Мисурата, Ливия. Ранее находилась в резиденции Баб-аль-Азизия.